# Luteuthis dentatus
Luteuthis dentatus es una especie de molusco cefalópodo del orden de los octópodos, de mediano tamaño, encontrados en las aguas cerca de Nueva Zelanda.